# فاري ما تاكيري

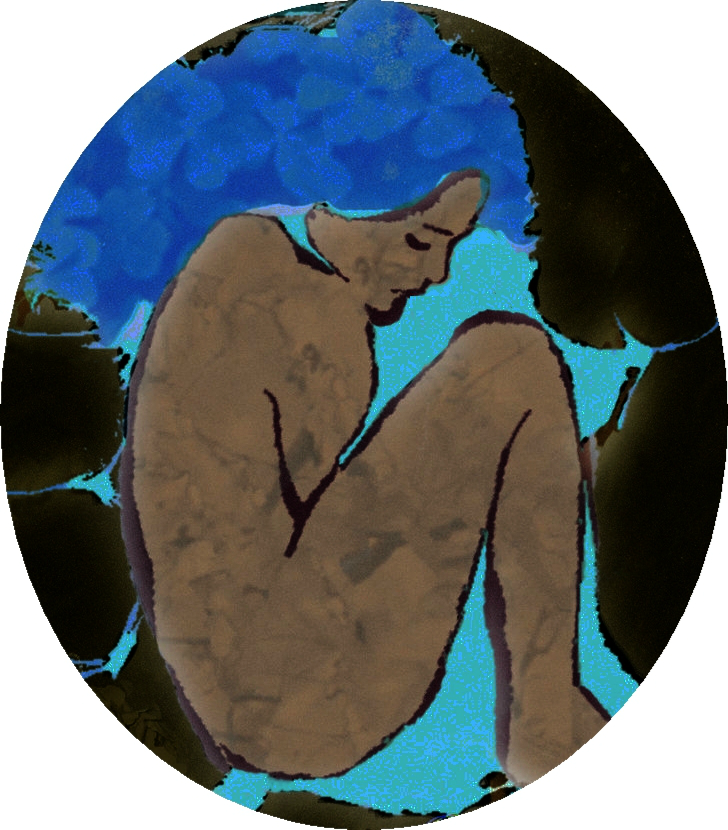
تصوير فني: فاري ما تاكيري

فاري ما تاكيري (بالإنجليزية: Vari- Ma- Takere)‏ الإلهة الأم في ديانة بولينيزيا. وهي إلهة خالقة تعيش في أعماق البندق، في أرض الصمت في سكون أزلي. وهي أم لستة أبناء كلهم من الآلهة: أخرجت ثلاثة منهم من جانبها الأيمن، وثلاثة من جانبها الأيسر.

### أساطير ميلانيزية
- ندوثينا (ميثولوجيا)
- ندينجاي (ميثولوجيا)
- نوجا (ميثولوجيا)
- راتو ماي (ميثولوجيا)
- روكولا
- سيدو (ميثولوجيا)
- تاجارو (ميثولوجيا)
- تنيراو (ميثولوجيا)
- توكابينانا وتوكروفو
- تومودورير

### أساطير ميكرونيزية
- ألولوي (ميثولوجيا)
- كيراتا (ميثولوجيا)
- لؤا (ميثولوجيا)
- لاتيميكيك